# Pere Nolasc Bofill i Mascaró
Pere Nolasc Bofill i Mascaró (Reus, 12 de febrer de 1814 - Barcelona 9 de febrer de 1847) va ser un científic i periodista català.
Fill de Joan Pau Bofill pintor de vidrieres natural de Barcelona i de Agnès Mascaró també natural de Barcelona. Casat amb Teresa Poch i Creus morta als 28 anys 23 de maig de 1849. De jove anà a Barcelona a estudiar química aplicada a les arts a la càtedra de la Junta de Comerç. Va viatjar per diversos països americans com a periodista i feina que aprofitava per buscar informacions comercials. Tornà a Barcelona on va ser administrador provincial de loteries. L'any 1842 estava matriculat a la càtedra de matemàtiques d'Onofre Novellas, juntament amb Alexandre Novellas i Ramon de Manjarrés.
Va traduir del francès: Elementos de química aplicada a las artes, a la industria y a la medicina, d'A. Brouchard, en col·laboració amb J. Martí. Entre els seus papers es va trobar un manuscrit que el seu fill, el conegut naturalista i geòleg Artur Bofill i Poch, va traduir al català i publicà el 1883 amb el títol: De Perpinyá als Banys de la Preste.
Va morir a Barcelona als 33 anys, el 1847.